# Bulbophyllum cruciferum
Bulbophyllum cruciferum là một loài phong lan thuộc chi Bulbophyllum.